# Marie-Josée Gibeau-Ouimet
Marie-Josée Gibeau-Ouimet, z domu Gibeau (ur. 2 listopada 1973 w Lachine) – kanadyjska kajakarka, trzykrotna mistrzyni świata i dwukrotna olimpijka.

## Kariera sportowa
Zdobyła dwa medal na igrzyskach panamerykańskich w 1995 w Mar del Plata: złoty w konkurencji kajaków czwórek (K-4) i srebrny w wyścigu kajaków dwójek (K-2), oba na dystansie 500 metrów. Na mistrzostwach świata w 1995 w Duisburgu zdobyła dwa złote medale: w konkurencji dwójek na dystansie 200 metrów (w parze z Corriną Kennedy) i w konkurencji czwórek na 200 metrów (z Caroline Brunet, Alison Herst i Kennedy), a także zajęła 6. miejsce w wyścigu czwórek na 500 metrów. Zajęła dwa 5. miejsca na igrzyskach olimpijskich w 1996 w Atlancie: w wyścigach dwójek na 500 metrów (wraz z Kennedy) i czwórek na 500 metrów (z Kennedy, Herst i Klarą MacAskill). Zdobyła srebrny medal w konkurencji czwórek na 200 metrów (w osadzie z Karen Furneaux, Kennedy i Danicą Rice  oraz zajęła 5. miejsce w wyścigu czwórek na 500 metrów i 9. miejsce w wyścigu dwójek na 1000 metrów  na mistrzostwach świata w 1997 w Dartmouth.
Na mistrzostwach świata w 1998 w Segedynie zwyciężyła w wyścigu dwójek (K-2) na 200 metrów (w parze z Furneaux), a także zajęła 5. miejsce w konkurencji dwójek na 500 metrów, 4. miejsce w wyścigu czwórek na 500 metrów i 7. miejsce w wyścigu czwórek na 200 metrów. Zwyciężyła w wyścigach dwójek) i czwórek na dystansie 500 metrów na igrzyskach panamerykańskich w 1999 w Winnipeg, a na mistrzostwach świata w 1999 w Mediolanie zajęła dwa 5. miejsca w wyścigach dwójek i czwórek na 200 metrów. Na igrzyskach olimpijskich w 2000 w Sydney zajęła 9. miejsce w wyścigu czwórek na 500 metrów. Zajęła 4. miejsce w wyścigu dwójek na 200 metrów, a w konkurencji czwórek 5. miejsce na dystansie 200 metrów  i 8. miejsce na 500 metrów na mistrzostwach świata w 2001 w Poznaniu.